# 17002 Kouzel
A 17002 Kouzel (ideiglenes jelöléssel 1999 CV54) a Naprendszer kisbolygóövében található aszteroida. A LINEAR projekt keretében fedezték fel 1999. február 10-én.